# نبیل مالح
نبیل مالح (انگلیسی: Nabil Maleh; ۲۸ سپتامبر ۱۹۳۶ – ۲۴ فوریهٔ ۲۰۱۶) کارگردان، فیلم نامه نویس، تهیه کننده، نقاش و شاعر اهل سوریه بود. او را پدر سینمای سوریه می دانند. نبیل بیش از هزار مقاله، داستان‌کوتاه و شعر منتشر کرده‌است. او نویسنده و کارگردان ۱۲۰ فیلم کوتاه و مستند و ۱۲ فیلم بلند از جمله اضافی ها و پلنگ است. مالح بیش از ۶۰ جایزه در جشنواره‌های متعدد فیلم برنده شده‌است.